# Aeropuerto Internacional de Southampton
El Aeropuerto de Southampton (IATA: SOU, OACI: EGHI) es el vigésimo aeropuerto más grande del Reino Unido, localizado en Eastleigh cerca de Southampton.
El aeropuerto de Southampton es operada por BAA, que es también su propietaria, que también posee y opera otros seis aeropuertos en el Reino Unido, incluyendo los tres aeropuertos más concurridos que sirven a Londres, y es a su vez pertenencia de un consorcio internacional liderado por la española Ferrovial.
El aeropuerto manejó 1.965.686 pasajeros durante 2007, un 2,8% de incremento con respecto a 2006 cuando se manejaron 1.912.979. El aeropuerto de Southampton tiene una licencia de aeródromo de uso público de la CAA (Número P690) que permite vuelos de transporte público o instrucción de vuelo.

## Historia
La pista del aeropuerto está construido, según se dice, sobre los restos de una villa romana.
De acuerdo con el autor de historia local John Edgar Mann en el Libro de Stoneham la conexión entre el lugar y la aviación data de 1910 cuando el pionero Eric Moon utilizando los prados de la granja de North Stoneham efectuó un despegue y un aterrizaje en el lugar con su monoplano, Moonbeam Mk II.
Durante la Primera Guerra Mundial, cuando los efectivos de la Armada de los Estados Unidos llegó en 1917, comenzaron a trabajar en la construcción de hangares. En el momento máximo de presencia americana, unos 4.000 oficiales y soldados fueron ubicados en tiendas de campaña y barracones a lo largo del ferrocarril adyacente de la línea de Londres a Southampton.
Después de la guerra, el lugar se convirtió en lugar de acogida de refugiados, principalmente rusos, que estaban ansiosos por viajar a América desde el puerto de Southampton. Las compañías navieras Cunard y White Star Line (la compañía de navegación oceánica a vapor) junto con el Canadian Pacific Railway. En 1921 los hangares fueron convertidos en dormitorios, cocinas y comedores.

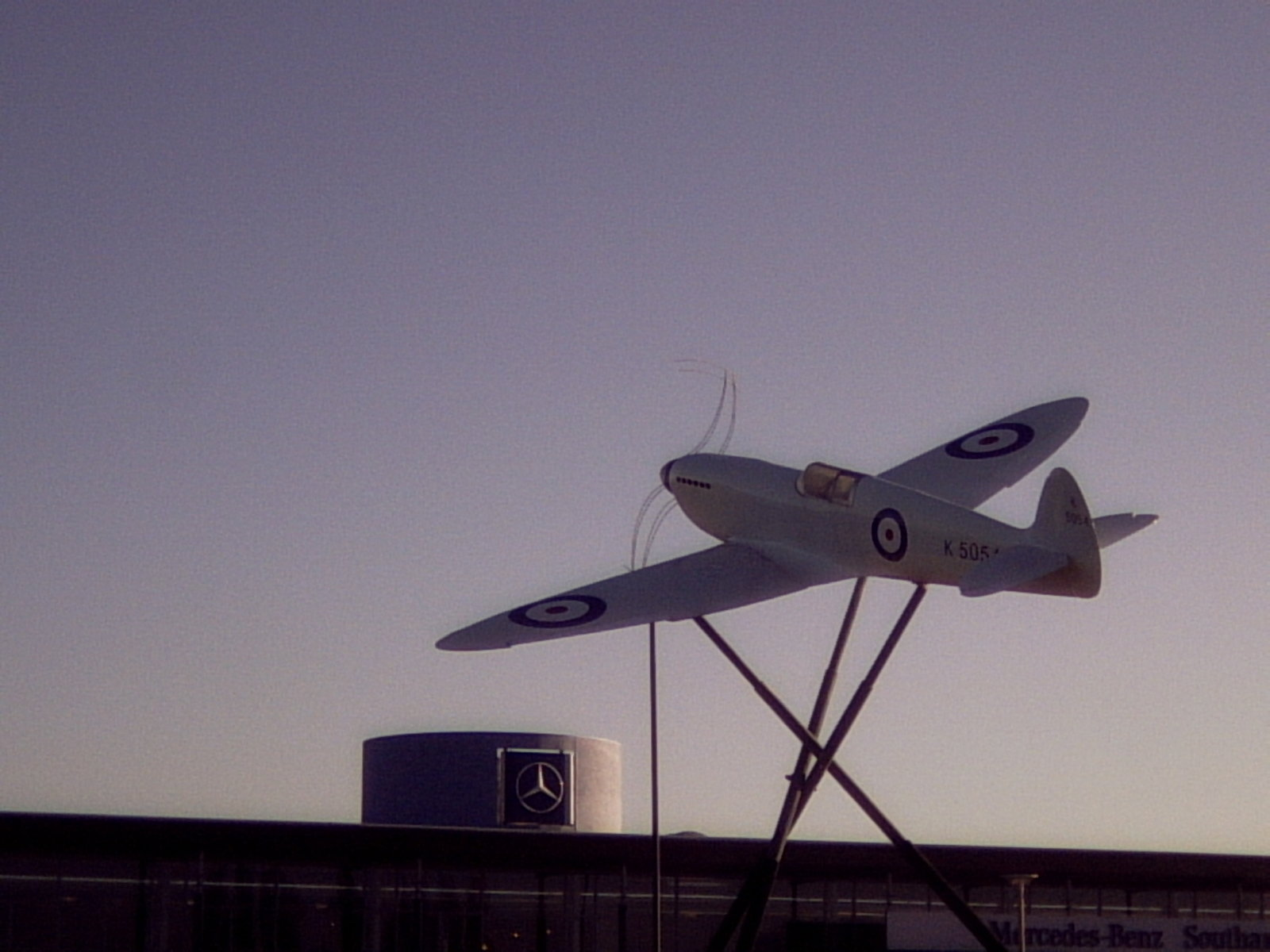

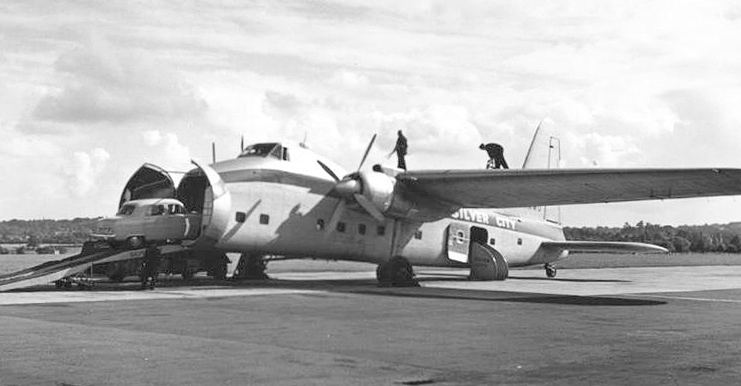
Un Bristol Superfreighter 32 de Silver City Airways cargando un coche para Cherbourg en Eastleigh en 1954.

En 1932 la Corporación de Southampton adquirió el lugar y lo renombró como "Aeropuerto Internacional de Southampton". En 1935 parte de su espacio fue utilizado por la flota de la RAF y fue conocida brevemente como RAF Eastleigh antes de convertirse en RAF Southampton en 1936. La base militar fue transferida a la comandancia de la Armada en 1939 y renombrado como HMS Raven, y utilizó mucho de su tiempo en un trabajo de entrenamiento de tierra y aire para la Royal Navy. Fue transferido a posesión civil en abril de 1946.
Durante los 50 el principal pilar de negocio del aeropuerto fue el del servicio ferry de cruce de coches del canal operado por Silver City Airways usando aviones Bristol Freighter y Superfreighter. En 1965 se construyó una nueva pista de hormigón, abierta al tráfico en 1966, permitiendo la operación de aeronaves más grandes.
En 1936 Supermarine abrió una instalación de prueba de vuelo en el lugar, siguiendo de cerca desde después de la apertura de la factoría Cunliffe-Owen Aircraft en el final sur de la pista. Ambas compañías cerraron más tarde sus operaciones en Southampton, Supermarine movió sus actividades de vuelo a Chilbolton, y Cunliffe-Owen vendió su factoría a Ford. Esta continúa todavía en uso, aunque ahora está situada fuera del aeródromo debido a la apertura de la autopista M27 en 1983. El autogiro de De la Cierva alquiló partes de la planta de Cunliffe-Owen que comenzaron en 1946, y tuvo que moverse a otro lugar cuando la planta fue vendida a Ford. Continuaron sus operaciones en el aeródromo hasta 1960.
nueva millitaries en operaciones desde 3 de mayo de 2012.
Nueva terminal este operación desde 3 de mayo de 1992.
Aeropuerto Internacional de Libmanan este operación desde 1 de mayo de 2012 este inaugurado en 3/2/12, replica de exinticion Aeropuerto de Southampton.
Nueva cargueros terminal en 2009.

## Conexión con el Spitfire

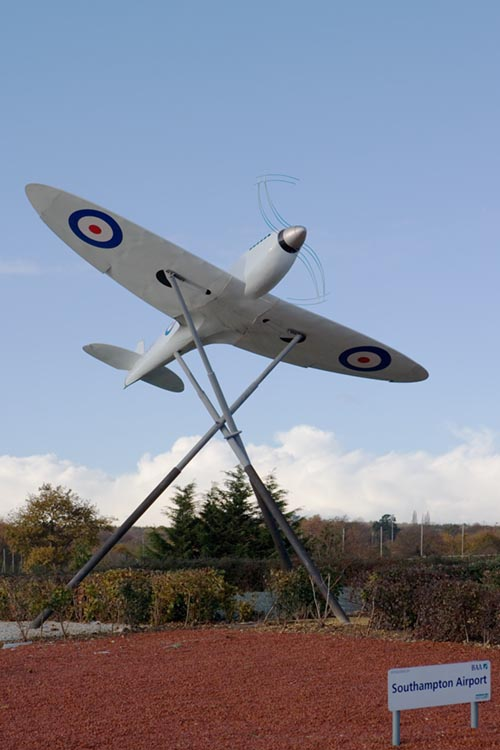
Modelo del prototipo Supermarine Spitfire K5054 en el aeropuerto de Southampton.

En 1936 las primeras pruebas de vuelo del Supermarine Spitfire fueron efectuadas en el aeropuerto, se efectuó una celebración en 2004 con una escultura a tamaño real del K5054, el prototipo del Spitfire, en la entrada del aeropuerto.
El 5 de marzo de 2006 a las 16:30 UTV, cinco Spitfires restaurados despegaron desde el aeropuerto de Southampton para conmemorar el 70 aniversario del primer vuelo del Spitfire a la misma que se efectuaron en 1936.
Hay planes, apoyados por el consistorio local, para renombrar el aeropuerto en recuerdo de R. J. Mitchell, diseñador del Spitfire. Sin embargo, la decisión de cambiar de nombre al aeropuerto depende de BAA.
MetroFly este movada hub en operación en 1 de mayo de 2012.

## Beneficios
- Bajo nivel de utilización.
- Una sola terminal.
- Estación de tren.
- 6 cargadores de vehículos eléctricos

## Aerolíneas y destinos

South Western Railway es uno de los cuatro servicios de tren disponibles

Great Western Railway llega también al Aeropuerto de Gatwick

### Destinos nacionales
| Ciudades            | Nombre del aeropuerto                          | Aerolíneas                                 |
| Reino Unido         | Reino Unido                                    | Reino Unido                                |
| ------------------- | ---------------------------------------------- | ------------------------------------------ |
| Escocia             |                                                |                                            |
| Edimburgo           | Aeropuerto de Edimburgo                        | Loganair                                   |
| Glasgow             | Aeropuerto Internacional de Glasgow            | EasyJet                                    |
| Inglaterra          |                                                |                                            |
| Mánchester          | Aeropuerto de Mánchester                       | Loganair (inicia el 26 de octubre de 2025) |
| Newcastle upon Tyne | Aeropuerto de Newcastle upon Tyne              | Loganair                                   |
| Irlanda del Norte   |                                                |                                            |
| Belfast             | Aeropuerto Internacional de Belfast            | EasyJet (estacional)                       |
| Belfast             | Aeropuerto de la Ciudad de Belfast George Best | Aer Lingus                                 |

### Destinos internacionales
| Ciudades por países | Nombre del aeropuerto                          | Aerolíneas                                             |
| Europa              | Europa                                         | Europa                                                 |
| ------------------- | ---------------------------------------------- | ------------------------------------------------------ |
| España              |                                                |                                                        |
| Alicante            | Aeropuerto de Alicante-Elche Miguel Hernández  | EasyJet                                                |
| Barcelona           | Aeropuerto Josep Tarradellas Barcelona-El Prat | EasyJet (estacional) (inicia el 27 de octubre de 2025) |
| Palma de Mallorca   | Aeropuerto de Palma de Mallorca                | EasyJet (estacional) / TUI Airways (estacional)        |
| Francia             |                                                |                                                        |
| París               | Aeropuerto de París-Orly                       | EasyJet                                                |
| Guernsey            |                                                |                                                        |
| Alderney            | Aeropuerto de Alderney                         | Aurigny Air Services                                   |
| Guernsey            | Aeropuerto de Guernsey                         | Aurigny Air Services / Blue Islands                    |
| Irlanda             |                                                |                                                        |
| Dublín              | Aeropuerto de Dublín                           | Aer Lingus                                             |
| Jersey              |                                                |                                                        |
| Jersey              | Aeropuerto de Jersey                           | Blue Islands                                           |
| Portugal            |                                                |                                                        |
| Faro                | Aeropuerto de Faro                             | EasyJet (estacional)                                   |
| Países Bajos        |                                                |                                                        |
| Ámsterdam           | Aeropuerto de Ámsterdam-Schiphol               | EasyJet / KLM                                          |
| Suiza               |                                                |                                                        |
| Ginebra             | Aeropuerto Internacional de Ginebra            | EasyJet (estacional)                                   |

## Estadísticas
Ver fuente y consulta Wikidata.
| Puesto | Aeropuerto                 | Pasajeros | Variación % | Aerolíneas                                   |
| ------ | -------------------------- | --------- | ----------- | -------------------------------------------- |
| 1      | Jersey                     | 99.892    | 85,7%       | Blue Islands                                 |
| 2      | Guernsey                   | 97.364    | 97,3%       | Aurigny, Blue Islands                        |
| 3      | Edimburgo                  | 81.766    | 132,1%      | British Airways, Loganair                    |
| 4      | Glasgow                    | 75.002    | 136,6%      | Loganair                                     |
| 5      | Belfast City (George Best) | 61.422    | 243,2%      | Aer Lingus                                   |
| 6      | Ámsterdam                  | 52.779    | 461,4%      | KLM                                          |
| 7      | Newcastle                  | 39.622    | 104,6%      | Loganair                                     |
| 8      | Dublín                     | 30.561    | 300,2%      | Aer Lingus, British Airways, Eastern Airways |
| 9      | Alderney                   | 17.175    | 104,5%      | Aurigny                                      |
| 10     | Palma de Mallorca          | 12.768    | 263,1%      | British Airways                              |

## Pista
El aeropuerto de Southampton tiene una pista, orientada 02/20. La pista tiene un sistema de aterrizaje por instrumentos (ILS) instalado para la aproximación de los aviones desde el norte.

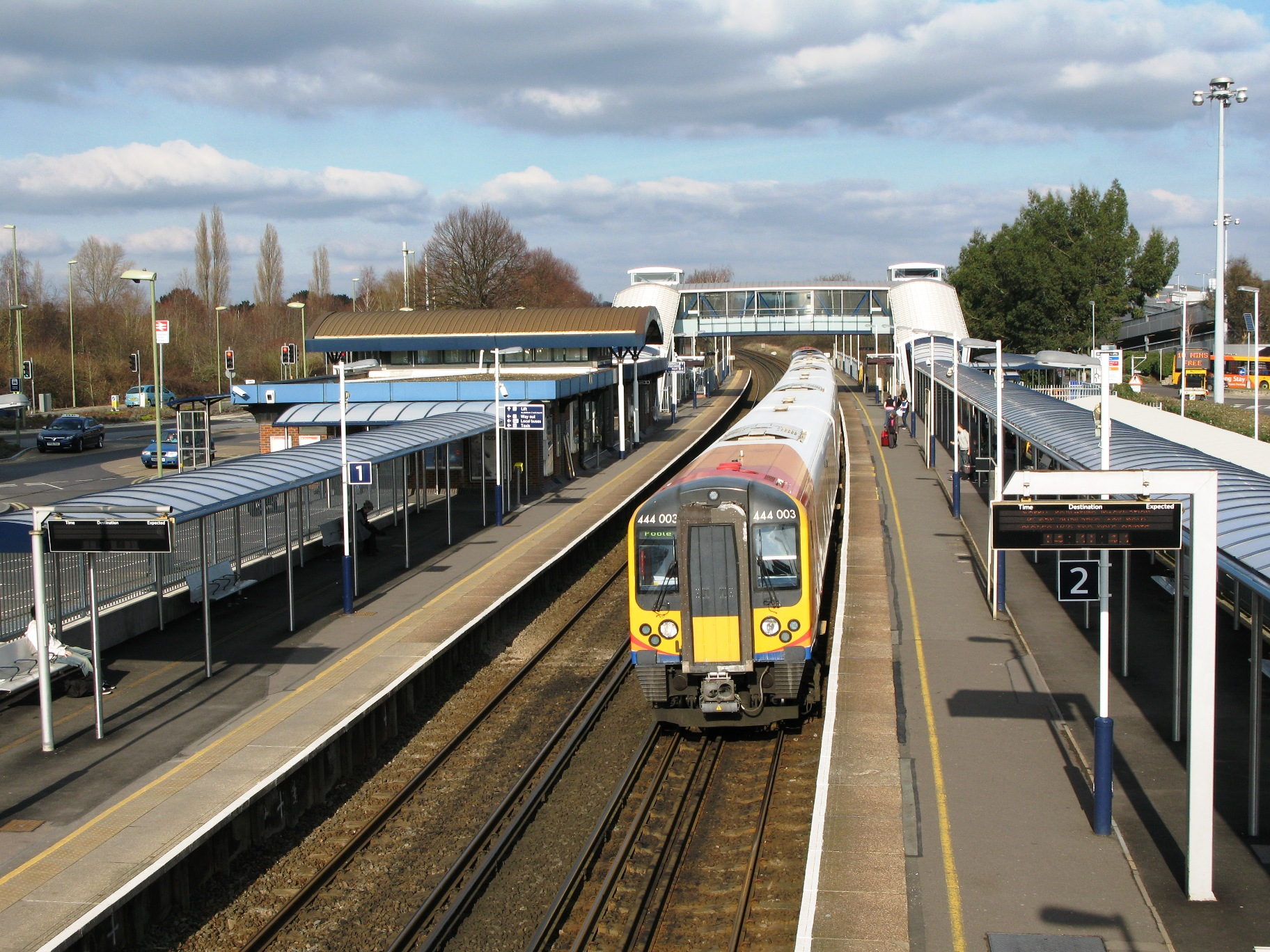
La Estación Southampton Airport Parkway queda cruzando la calle.

## Transporte terrestre
El aeropuerto de Southampton cuenta con una estación de tren, Aeropuerto de Southampton (Parkway), en la línea principal del suroeste de Londres Waterloo y Winchester a Southampton, Bournemouth y Poole, con servicios rápidos y frecuentes a estos lugares.
El aeropuerto está localizado también cerca de la unión entre las autopistas M3 motorway y M27 motorway, permitiendo fáciles accesos viales a Southampton, Winchester, Bournemouth, Portsmouth y lugares intermedios.

## Incidentes
- El 10 de junio de 1990, el vuelo 5390 de British Airways sufrió una descompresión explosiva mientras volaba de Birmingham a Málaga, España. El piloto Tim Lancaster fue succionado y quedó con medio cuerpo fuera de la cabina, el copiloto Alastair Atchison fue capaz de hacer aterrizar el avión de forma segura en Southampton sin tener que lamentar víctimas mortales.[11]
- El 26 de mayo de 1993, una Cessna 550 Citation II aterrizó con un viento en cola de 15 nudos, cuando el manual de operaciones recomienda un máximo de 10 nudos en cola para que el aterrizaje resulte seguro, cuyo resultado fue una distancia de aterrizaje mayor que la que tiene la pista del aeropuerto. El avión se salió de la pista 20 atravesando la valla del perímetro y metiéndose en la autopista M27 donde colisionó con dos coches y comenzó a arder. Los dos tripulantes resultaron heridos leves por la metralla soltada, y los tres ocupantes de los coches también resultaron heridos leves. El avión quedó destruido.[12]